# Mala Retchitsa
Mala Retchitsa (en macédonien Мала Речица, en albanais Reçica e Vogël) est un village du nord-ouest de la Macédoine du Nord, situé dans la municipalité de Tetovo. Le village comptait 8 353 habitants en 2002. Il est majoritairement albanais.

## Démographie
Lors du recensement de 2002, le village comptait :
- Albanais : 8 321 ;
- Turcs : 4 ;
- Macédoniens : 1 ;
- Serbes : 1 ;
- autres : 26.